# Ferenc Forgács
Ferenc Mór Forgács także František Faczínek (ur. 25 września 1891 w Bratysławie, zm. 25 sierpnia 1950 w Budapeszcie) – słowacki lekkoatleta startujący w barwach węgierskich, specjalizujący się w biegach średniodystansowych, uczestnik igrzysk Olimpijskich.
Forgács reprezentował Królestwo Węgier podczas V Letnich Igrzyskach Olimpijskich w 1912 roku w Sztokholmie, gdzie wystartował w dwóch konkurencjach. W biegu na 800 metrów Forgács wystartował w szóstym biegu eliminacyjnym. Zajął w nim z nieznanym czasem miejsce 5-8 i odpadł z dalszej rywalizacji. W biegu na 1500 metrów Forgács biegł w trzecim wyścigu eliminacyjnym, gdzie z nieznanym czas zajął miejsce 4-7 i odpadł z rywalizacji.
Reprezentował barwy budapesztańskiego klubu BEAC.

## Rekordy życiowe
- bieg na 800 metrów – 2:01,4 (1912)
- bieg na 1500 metrów - 4:06,8 (1913)